# Jonathan Demoor
Jonathan Demoor (Brasschaat, 15 mei 1987) is een Belgisch-Nederlandse acteur.

## Biografie
Demoor groeide op in Brasschaat en speelde al op jonge leeftijd in diverse musicals, waaronder de rol van Gavroche in de Belgische uitvoering van Les Misérables in het seizoen 1998-1999. Hij speelde in Antwerpen zowel in de Nederlandstalige versie als in de Franstalige versie. Van 2004 tot 2005 was hij lid van Judas TheaterProducties, tot hij in 2005 geselecteerd werd voor de vooropleiding van het Conservatorium in Tilburg, waar hij in 2006 de officiële opleiding startte. In 2010 studeerde hij hier af en behaalde cum laude zijn bachelor. Twee jaar later behaalde hij zijn master in Muziektheater.
In 2010 speelde Demoor diverse rollen (Ezel, Fakir & Kabouter Ko) in Sprookjesboom de musical on tour, een productie van de Efteling. Hiervoor werd hij genomineerd als Aanstormend Talent bij de Vlaamse Musicalprijzen. Begin 2012 speelde hij als Henry in de musical Next to Normal van Joop van den Ende tegenover Freek Bartels en Simone Kleinsma. Tijdens de Musicalworld Awards 2012 kreeg hij daarvoor de prijs voor Aanstormend talent toegekend. Van september 2012 tot februari 2013 had hij de hoofdrol van Klein Duimpje in de Sprookjesboom de musical: een gi-ga-gantisch avontuur, dat in Nederland exclusief in het Efteling Theater speelde en later in België op tournee ging. In 2014 speelde Demoor de rol van Jezus Christus in de eerste Vlaamse editie van The Passion, die werd opgevoerd in Merchtem.
In 2015 werd hij gecast voor de musical Soldaat van Oranje, waarin hij de rol van Erik Hazelhoff Roelfzema afwisselend speelde met Dorian Bindels. Een jaar later verruilde hij de rol van Erik Hazelhoff voor die van Anton Rover.
Demoor woont in Amsterdam en heeft sinds 2013 een relatie met Linda Verstraten, die eveneens actrice is.

## Filmografie
- CMC (2017, 2e seizoen, afl. 7,8,9,10) - John Vos
- Levens-beperkt (2017, 48H Film Project Rotterdam) - Rens Huizen
- De Spa (2017, 1e seizoen, afl. 23) - Guido
- Goede tijden, slechte tijden (2016, 2022–heden) - Danny Drieborgh
- Jeuk (2016, 4e seizoen, afl. "Met jouw slang in mijn hol") - Huisarts Jonathan
- Kinderen geen bezwaar (2006; afl. Plezant zunne) - Christiaan
- De Passie (2014) - Jezus Christus

## Theater
| Jaar        | Titel                                                 | Rol                                                              | Producent                            |
| ----------- | ----------------------------------------------------- | ---------------------------------------------------------------- | ------------------------------------ |
| 1998 - 1999 | Les Misérables                                        | Gavroche                                                         | Music Hall                           |
| 1999        | Oliver!                                               | Dodger / Charlie Bates                                           | Stage Entertainment                  |
| 2000        | Pinokkio                                              | Pinokkio                                                         | Studio 100                           |
| 2001 - 2002 | Kuifje: De Zonnetempel                                | Zorrino                                                          | Music Hall                           |
| 2005        | Je negeert de Waarheid                                | Ensemble                                                         | ?                                    |
| 2010 - 2011 | Sproojesboom de Musical op tour                       | Ezeltje Strekje, Fakir en Kabouter Ko                            | Efteling Theaterproducties           |
| 2011 - 2012 | Next to Normal                                        | Henry                                                            | Stage Entertainment                  |
| 2012        | Sprookjesboom de Musical: Een gi-ga-gantisch avontuur | Klein Duimpje                                                    | Efteling Theaterproducties           |
| 2013 - 2014 | Love Story                                            | Ensemble / Understudy Oliver Barrett IV                          | Stage Entertainment                  |
| 2014        | Soldaat van Oranje                                    | Swing / Understudy Erik Hazelhoff                                | NEW Productions                      |
| 2015        | Hartsvrienden                                         | Sammy / Understudy Eddie en Mickey                               | John de Mol Producties               |
| 2015 - 2017 | Soldaat van Oranje                                    | Erik Hazelhoff (2015), Anton Rover (2016), Erik Hazelhoff (2017) | NEW Productions                      |
| 2017        | Liesbeth                                              | Robert Braaksma en Jacques Brel                                  | De Graaf & Cornelissen Entertainment |
| 2018 - 2019 | Charley, de komische musical                          | Anton van Aerdenhout                                             | Pretpakhuis                          |
| 2019 - 2020 | Kinky Boots                                           | Charlie Price                                                    | De Graaf & Cornelissen Entertainment |
| 2020        | Murder Ballad                                         | Tom                                                              | STENT Producties                     |
| 2021 - 2022 | Diana & Zonen                                         | Prins William                                                    | MediaLane                            |
| 2023        | Sweeney Todd                                          | Anthony                                                          | MediaLane                            |
| 2024        | Soldaat van Oranje                                    | Erik Hazelhoff                                                   | NEW Productions                      |
| 2024-heden  | '40-'45 (musical)                                     | Alternate Louis                                                  | Studio 100                           |

## Stemmenwerk
- Ratchet & Clank (bioscoopfilm) - Ratchet (VL)
- Beauty and the Beast (bioscoopfilm) - Lumière (VL)
- De GVR (bioscoopfilm) - Slagersjongen (NL + VL)
- Binny en de geest - Melchior (VL)
- Calimero - Pieter Eend (VL)
- Miraculous: verhalen over Ladybug & Cat Noir - Cat Noir (NL+VL)
- Miles from Tomorrowland - Kapitein Joe (VL)
- Santa Mouse and the rat deer - Loopie (NL)
- Kibaoh Klashers - Gordon (NL)
- Gelukkige Hans (film) - Hans (VL)
- Een monsterlijke Halloween (film) - Gus (VL)
- De leeuwenwacht - hyena Cheezi (NL)
- Star Darlings - Mo-J4 (VL)
- De Daltons - Chef (VL)
- Blazing Team - Scott Hardy (VL)
- The Pasta Detectives (film) - Rainer Kiesling (VL)
- Bob's Broken Sleigh (film) - Pip (VL)
- Lego City 2017  (NL + VL)
- Inspector Gadget (VL)
- Flipper en Lopaka (film) - Haai Hork (NL)
- Yo-kai Watch - Walkappa (NL), Brokenbrella (VL)
- LMN's (film) - Natri (NL), Cobi (NL)
- Shadowhunters - Aleric (NL)
- World of Winx - Jim (NL)
- Misa en de wolven - stroper (NL)
- Trouble (film) - Norbert (NL + VL)
- Bia (2019-2020) - Luan (NL)
- The Boys (2019-2024) - Frenchie (NL)
- Peperbollen (seizoen 18, afl. 10) (2022) - Sascha (NL)[9]
- Star Wars: Tales of the Jedi (2022) - Hanel (NL)
- Scrooge: A Christmas Carol (2022) - Harry (NL)
- Pinocchio (2022) - Overige stemmen (NL)
- Star Wars: Visions (2023) - Toul (NL)